# Đurmani
Đurmani (en serbe cyrillique : Ђурмани) est un village du sud du Monténégro, dans la municipalité de Bar.

## Démographie

### Évolution historique de la population
| 1948 | 1953 | 1961 | 1971 | 1981 | 1991 | 2003 |
| ---- | ---- | ---- | ---- | ---- | ---- | ---- |
| 55   | 53   | 37   | 85   | 85   | 139  | 210  |